# اچ‌ام‌اس دریک (۱۷۷۷)
اچ‌ام‌اس دریک (۱۷۷۷) (به انگلیسی: HMS Drake (1777)) یک کشتی بود که طول آن ۹۱ فوت ۵ اینچ (۲۷٫۹ متر) بود.